# 滑铁卢桥
滑铁卢桥（英語：Waterloo Bridge）是英国伦敦一座跨越泰晤士河的桥梁，介于黑衣修士橋和亨格福德桥之间。滑铁卢桥得名于1815年英国取得胜利的滑铁卢战役。由于这座桥的位置地处泰晤士河的弯曲处，普遍认为从这座桥上看到的伦敦风光比地面的其他任何地方都好：西面是威斯敏斯特、南岸和伦敦眼，东面是伦敦市和金丝雀码头。
大桥的南端是南岸地区，包括皇家节日大厅、滑铁卢车站、伊丽莎白女王大厅、皇家国立剧院和国家电影剧院（National Film Theatre，1950年建于桥梁下方）。
在桥北端，通过维多利亚堤街，可到萨默塞特府。

## 歷史

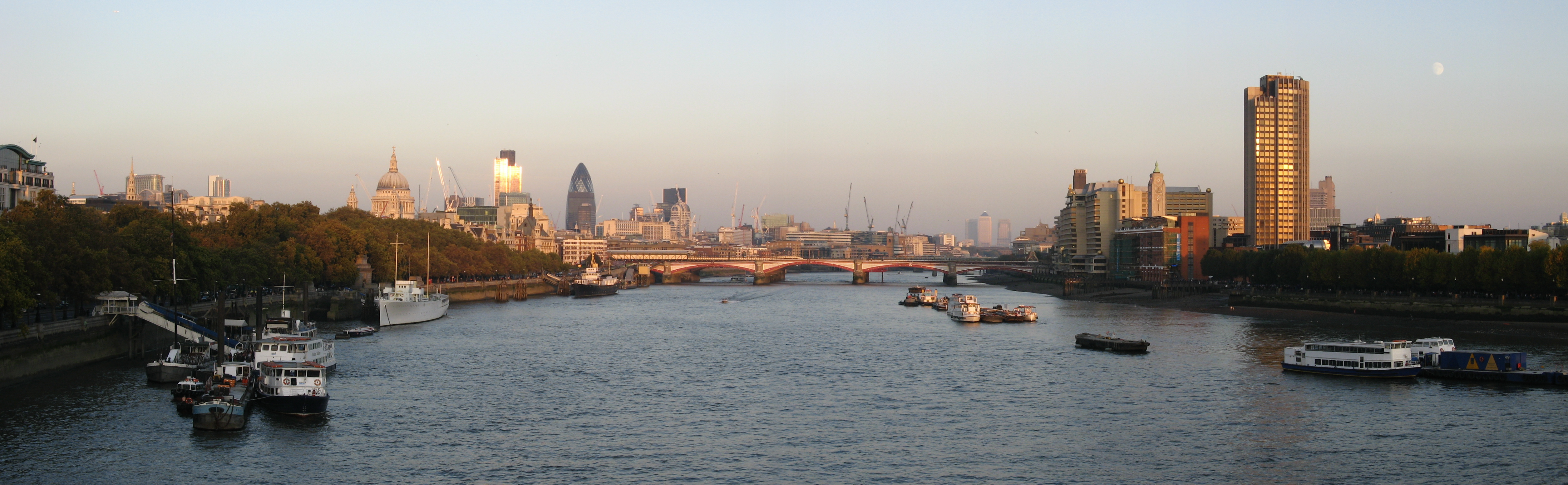
從黑衣修士桥向滑铁卢桥看

第一座桥兴建于1817年，是花岗岩桥，有9个桥拱，每个跨度120英尺（36.6），用多立克石柱分开，长2,456英尺（748.6）。在19世纪40年代，该桥获得自杀胜地的声誉，莫奈等印象派画家也以该桥为主题作画。该桥于1878年被国有化。此后发现该桥存在严重问题，于是拆除旧桥重建，新桥在1942年局部开放，1945年完成。新的大桥是二战期间唯一被德國空軍轰炸机损坏的泰晤士河橋樑。许多人经常说，工作队主要是女性，它有时被称为女士桥。
1981年，滑铁卢桥被列为二级登录建筑加以保护。
1978年9月7日，保加利亚异见人士乔治·马可夫在滑铁卢桥巴士站等巴士时，大腿被保加利亚特工的雨伞刺中，在经历了3天的痛苦后死亡，死后验尸时法医发现含有蓖麻毒素的金属小珠嵌入他的小腿。
电影魂断蓝桥也是以该桥为背景。